# دهستان زنگی‌آباد
زنگی‌آباد، دهستانی از توابع بخش مرکزی شهرستان کرمان در استان کرمان ایران است.

## جمعیت
براساس سرشماری سال ۱۳۸۵ جمعیت آن ۱۱٬۴۳۸نفر (۲٬۶۶۰خانوار) بوده‌است.براساس آمار منتشر شده از مرکز ملی آمار ایران جمعیت این دهستان در سال ۱۳۹۵ برابر با ۱۴٬۳۷۱ نفر (۳٬۹۸۲خانوار )  بوده است.